# Eight Miles High (album)
Eight Miles High è un album in studio del gruppo musicale Olandese, Golden Earring, pubblicato nel 1969 dalla Polydor.

## Tracce
1. "Landing" (Gerritsen) – 4:27
2. "Song of a Devil's Servant" – 6:00
3. "One Huge Road" – 3:05
4. "Everyday's Torture" – 5:19
5. "Eight Miles High" (Gene Clark, David Crosby, Roger McGuinn) – 19:00

## Formazione

### Gruppo
- George Kooymans – voce, chitarra
- Rinus Gerritsen – tastiere, basso
- Barry Hay – flauto, chitarra, voce
- Jaap Eggermont – batteria, percussioni